# Vaseyochloa multinervosa
Vaseyochloa multinervosa là một loài thực vật có hoa trong họ Hòa thảo. Loài này được (Vasey) Hitchc. miêu tả khoa học đầu tiên năm 1933.